# Cavenagh híd
A Cavenagh híd Szingapúr legrégebbi hídja. Az átkelőt 1869-ben adták át, ma kizárólag gyalogosok használhatják. Nevét Sir William Orfeur Cavenagh kormányzóról kapta. Tehermentesítésére épült 1908-1910 között az Anderson híd.

## Története
A Cavenagh híd a Szingapúr-folyó felett ível át. A Raffles teret (egykor Commercial tér) köti össze a kormányzati negyeddel és a gyarmati postával. Az átkelő mai helyén egykor egy fából készült gyalogoshíd állt. Az új, lemezláncok tartotta függőhidat 1868-ban építették a Malaka-szoros menti angol gyarmatokat magába foglaló közigazgatási egység (Straits Settlements) megalapításának 50. évfordulójára, 1869-re. 
A névadó William Orfeur Cavenagh ennek a területnek volt az utolsó, a Brit Kelet-indiai Társaság által kinevezett kormányzója 1859 és 1867 között. A híd eredetileg az Edinburgh nevet kapta volna Sir Harry St. George Ord kormányzó terve szerint, mivel az átkelőt először az edinburgh-i herceg látogatásának idején használták. A kormányzó végül engedett a szingapúri törvényhozó tanács kérésének, és a hidat Cavenagh-ról nevezték el. A hidat indiai fegyencek építették kényszermunkával.
A hidat G. C. Collyer, a gyarmat főmérnöke és R. M. Ordish tervezte John Turnbull Thomson megbízásából. Az acélszerkezetet a P&W Maclellan társaság szállította hajóval Glasgow-ból. A Cavenagh család címerét a híd két végén található keresztgerendákon helyezték el. Eredetileg villamos is járt rajta, de az Anderson híd 1909-es átadásakor minden nehéz járművet átirányítottak az új átkelőre. Ma már csak gyalogosok használhatják. 1987-ben öt hónapos munkával, 1,2 millió dolláros költséggel felújították a hidat.

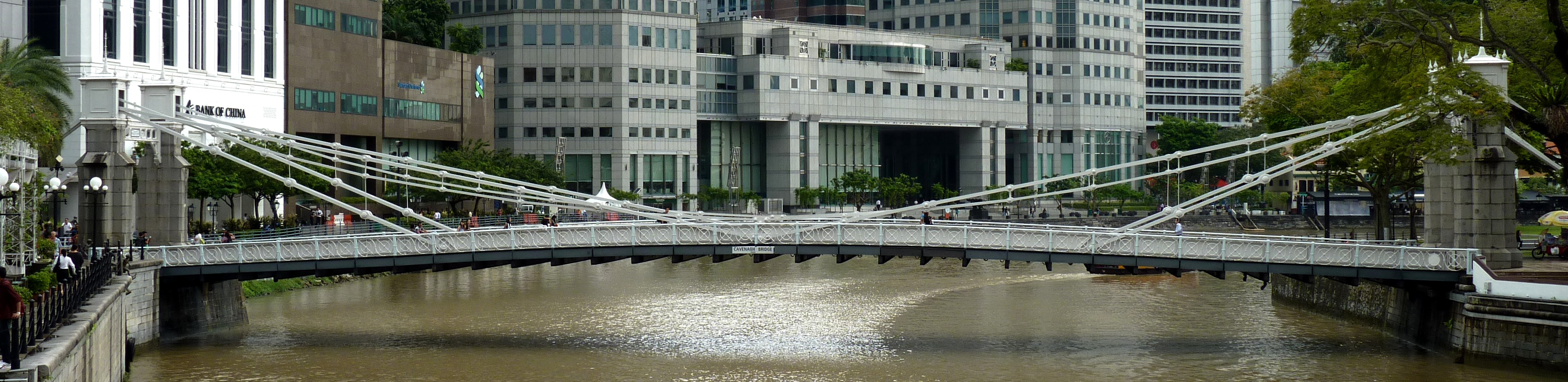